# Портакомаро

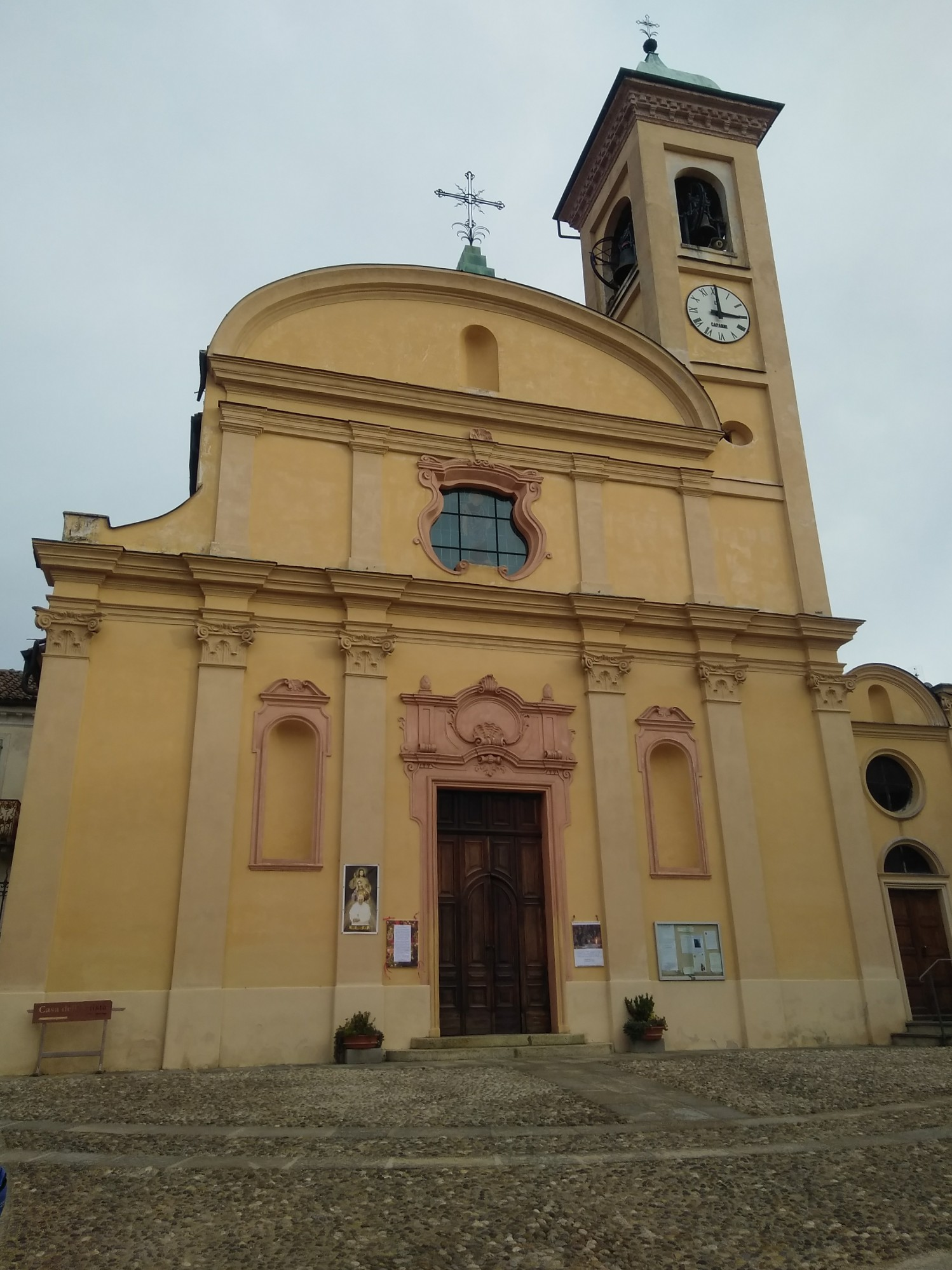
Приходской храм

Портакомаро (итал. Portacomaro) — коммуна в Италии, располагается в регионе Пьемонт, в провинции Асти.
Население составляет 1981 человек (2008 г.), плотность населения составляет 181 чел./км². Занимает площадь 11 км². Почтовый индекс — 14037. Телефонный код — 0141.
Покровителем коммуны почитается святой апостол Варфоломей, празднование 24 августа.

## Демография
Динамика населения:

## Администрация коммуны
- Официальный сайт: